# 싱글 소싱 출판
싱글 소스 퍼블리싱(single-source publishing)은 단일 소싱 퍼블리싱 (single-sourcing publishing)이라고도 알려져 있으며, 동일한 소스 컨텐츠를 다른 형태의 출력물로 다양하게 퍼블리싱할 수 있는 컨텐츠 관리 방법이다. 단순한 편집 작업은 한 문서에서만 한 번만 수행하면 되며, 소스 문서를 한 곳에 저장하고 재사용할 수 있다. 소스 파일에서의 수정으로 여러 개의 퍼블리싱 출력물을 수정할 수 있기 때문에 편집으로 인한 Human error를 방지할 수 있다.
싱글 소스 퍼블리싱의 이점은 주로 사용자가 아닌 편집자와 관련이 있다. 사용자는 하나의 소스에서 제공되는 동일한 정보를 얻을 수 있다.

## 같이 보기
- 콘텐츠 관리
- EPUB
- 마크업 언어
- 닥북